# ココナッツテスタオイル
| 項目                 | 分量（g） | 分量（g） |
| 項目                 | CTO       | VCO       |
| -------------------- | --------- | --------- |
| 脂肪                 | 94.3      | 100       |
| 飽和脂肪酸           | 85.1      | 86.5      |
| 8:0（カプリル酸）    | 6.6       | 7.5       |
| 10:0（カプリン酸）   | 5.2       | 6.0       |
| 12:0（ラウリン酸）   | 42.7      | 44.6      |
| 14:0（ミリスチン酸） | 17.7      | 16.8      |
| 16:0（パルミチン酸） | 9.3       | 8.2       |
| 18:0（ステアリン酸） | 2.8       | 2.8       |
| 一価不飽和脂肪酸     | 7.3       | 5.8       |
| 18:1（オレイン酸）   | 7.2       | 5.8       |
| 多価不飽和脂肪酸     | 1.9       | 1.8       |
| 18:2（リノール酸）   | 1.9       | 1.8       |

ココナッツテスタオイルとはココヤシとココヤシのテスタ（Testa、核果の内側の種皮、薄皮）から抽出される油脂である。
英語の表記でCoconut Testa Oil（CTO）と呼ばれる。
本項ではココナッツテスタオイルのほか、ココヤシ油脂やアブラヤシの種子から採取され性質が類似するパーム油についても記述する。

## 類似
ココヤシ果実の種子にあたる核果と、その内側の種皮を圧搾抽出により原油が得られる。
ココナッツテスタオイル同様、生の材料を圧搾し、遠心分離または発酵分離工程により作られたものをバージンココナッツオイルと呼ばれる。
一方、乾燥した原料（コプラ：Kopra）を溶剤抽出、または高温圧搾し、生成したものは、精製油（Refined Oil,RBD）と呼ばれる。大掛かりな設備投資が必要でフィリピン、インドネシアの大手製油会社が東南アジア全般に調理用油として販売している。コプラを原料とし大量生産によるコストダウンがら安価である。
パーム核油は、アブラヤシの胚乳を乾燥したもの（パームカーネルと呼ばれる）を精製油と同様に精製したものである。

## 性質
脂肪酸構成はヤシ油・パーム核油ともラウリン酸が50%弱、ミリスチン酸が15%～20%、パルミチン酸が10%弱と飽和脂肪酸が多い。ラウリン酸含有率が高いため、ヤシ油・パーム核油と同様にラウリン系油脂と総称できる。けん化価はいずれも250前後、ヨウ素価はヤシ油7～11、コココナッツテスタオイル9～12、パーム核油14～22であり、不乾性油の性質を示す。
ココナッツテスタオイルは、ヤシ油と同様比較的高い温度で固まりやすく、室温が20度以下だと固まってしまう。なお、20度～25度ではクリーム状に、25度以上で透明の液体状態となる。
バージンココナッツオイルはココヤシの果肉を原料とするため、ココナッツの香りはするが、ココナッツテスタオイルは種皮を原料とするため、香りは殆どしない。代わりに抗酸化物質が多い。
なお、ビタミンEは胚乳の中にはなく、テスタの中にあるが、バージンココナッツオイルはテスタの部分を取り除いてから抽出するため、ビタミンEを含有しない。